# Syv folkeviser og romancer
Syv folkeviser og romancer is een verzameling liederen van Agathe Backer-Grøndahl. De titel wijst naar de mogelijkheid dat het geen eigen composities zijn, maar dat ze volksmelodietjes heeft bewerkt, om zeven gedichten van Ernst van der Recke van muziek te voorzien. De bundel verscheen bij Warmuth Musikforlag.
De zeven liedjes:
- De røde roser i lunden staa (folkevise) in poco allegro
- Hvad tænker du, du stolte hög in allegretto  poco agitato
- Alt under himlens vide loft (folkevise) in allegretto
- En sommernat in andantino semplice, ma espressivo
- Nu brister isen om lande in allegro con molto anima
- Hun sover i ly af den blomstrende lind in allegretto
- I vaaren knoppes en lind sa grön (folkevise) in tranquillo

Lied nummer vijf werd door de componiste zelf uitgevoerd op 19 februari 1887 met zangeres Ingeborg Pettersen. Op 5 maart 1890 voerde ze het nog een keer uit, toen met de Zweedse zangeres Agnes Janson.